# Maiden Lane (Manhattan)
Pour les articles homonymes, voir Maiden Lane.
Maiden Lane  est une rue du Financial District de Manhattan à New York.

## Situation et accès
Cette voie du Financial District de Manhattan débute à South Street et se termine à Broadway près du site du World Trade Center.

## Origine du nom
Son nom remonte à l'époque de la Nouvelle Amsterdam, dérivé du nom d'origine hollandaise Maagde Paatje, qui était un endroit où les femmes lavaient le linge d'après les historiens Edwin Burrows et Mike Wallace.

## Historique
Cette voie est la première rue aménagée au nord de Wall Street, qui était encore palissadée, en 1696.
En 1712, la rue fut le théâtre de la révolte des esclaves de New York.
En 1728, un marché se tenait au pied de « Maiden Lane », où il se terminait à Front Street, face à l'East River. Il a été démoli en 1823.
En 1790, Thomas Jefferson y loue une maison au numéro 57, où il organise un dîner avec Alexander Hamilton et James Madison, menant au Compromis de 1790 sur la dette nationale et la localisation de la capitale.

## Bâtiments remarquables et lieux de mémoire
Il est fait référence à cette rue dans le film de 1936 15 Maiden Lane (en).
Au XXe siècle, Maiden Lane est devenue le centre du district des bijoutiers.